# 拉贾·梅努里·文卡塔·加卢西达
拉贾·梅努里·文卡塔·加卢西达（ 或通常簡稱，1990年3月1日—），印度男子羽毛球運動員。

## 簡歷
2008年10月，加卢西达參加印度浦那舉行的世界青年羽毛球錦標賽，奪得男子單打項目的季軍。
2009年12月，加卢西达出戰印度羽毛球大獎賽，在準决赛中以0比2 （16-21、13-21）不敌赛会头号种子、同胞的Chetan Anand。
2010年6月，加卢西达出戰印度羽毛球黃金大獎賽，在决赛中以0比2 （13-21、18-21）不敌印尼的阿兰夏·尤纳斯。
2011年12月，加卢西达出戰印度羽毛球國際挑戰賽，在决赛中以0比2 （17-21、22-24）惜败于赛会头号种子、印尼的阿兰夏·尤纳斯。
2012年12月，加卢西达出戰印度羽毛球國際挑戰賽，在决赛中以2比0 （21-19、21-12）击败了赛会4号种子、同胞的塞·帕拉内斯·巴米迪帕提。
2013年12月，加卢西达出戰印度羽毛球國際挑戰賽，在準决赛中以1比2 （21-16、18-21、19-21）不敌赛会4号种子、队友的沙鲁巴·维尔马。
2014年12月，加卢西达出戰印度羽毛球國際挑戰賽，在决赛中以1比2 （16-21、22-20、17-21）不敌赛会头号种子、同胞的普蘭諾伊·H·S。
2015年9月，加卢西达出戰保加利亞羽毛球國際賽，在决赛中以1比2 （17-21、21-16、19-21）不敌赛会4号种子、西班牙的巴勃罗·阿维安。
2017年10月，加卢西达出戰保加利亞羽毛球國際賽，在决赛中以2比0 （21-17、21-16）击败了土耳其的穆罕默德·阿里·庫爾特，赢得了第二个国际赛的男单冠军。随后11月，他出戰威爾斯羽毛球國際賽，在决赛中以0比2 （16-21、21-23）不敌赛会7号种子、爱尔兰的阮日。

## 主要比賽成績
| 年份   | 賽事                   | 公開賽級別 | 項目     | 成績   |
| ------ | ---------------------- | ---------- | -------- | ------ |
| 2008年 | 世界青年羽毛球錦標賽   | 其他       | 男子單打 | 銅牌   |
| 2009年 | 印度羽毛球大獎賽       | 大獎賽     | 男子單打 | 準決賽 |
| 2010年 | 印度羽毛球黃金大獎賽   | 黃金大獎賽 | 男子單打 | 亞軍   |
| 2010年 | 印度羽毛球大獎賽       | 大獎賽     | 男子單打 | 亞軍   |
| 2011年 | 越南羽毛球大獎賽       | 大獎賽     | 男子單打 | 準決賽 |
| 2011年 | 印度羽毛球國際挑戰賽   | 國際挑戰賽 | 男子單打 | 亞軍   |
| 2012年 | 澳門羽毛球黃金大獎賽   | 黃金大獎賽 | 男子單打 | 準決賽 |
| 2012年 | 印度羽毛球國際挑戰賽   | 國際挑戰賽 | 男子單打 | 冠軍   |
| 2013年 | 印度羽毛球國際挑戰賽   | 國際挑戰賽 | 男子單打 | 準決賽 |
| 2014年 | 英聯邦運動會羽毛球比賽 | 其他       | 男子單打 | 銅牌   |
| 2014年 | 印度羽毛球國際挑戰賽   | 國際挑戰賽 | 男子單打 | 亞軍   |
| 2015年 | 保加利亞羽毛球國際賽   | 國際挑戰賽 | 男子單打 | 亞軍   |
| 2015年 | 哥本哈根羽毛球大師賽   | 其他       | 男子單打 | 準決賽 |
| 2017年 | 保加利亞羽毛球國際賽   | 未來系列賽 | 男子單打 | 冠軍   |
| 2017年 | 威爾斯羽毛球國際賽     | 未來系列賽 | 男子單打 | 亞軍   |
| 2018年 | 海得拉巴羽毛球公開賽   | 超級100賽  | 男子單打 | 亞軍   |

| 2007-2017年 | 首要超級賽 | 超級賽 | 黃金大獎賽 | 大獎賽 | 國際挑戰賽 | 國際系列賽 | 未來系列賽 | 其他 |

| 2018-2026年 | 總決賽 | 超級1000賽 | 超級750賽 | 超級500賽 | 超級300賽 | 超級100賽 | 國際挑戰賽 | 國際系列賽 | 未來系列賽 | 其他 |